# アンコール・ワット
アンコール・ワット（クメール語: អង្គរវត្ត Ângkôr Vôtt [ʔɑŋkɔː ʋɔət]）は、カンボジア北西部に位置するユネスコの世界遺産（文化遺産）であるアンコール遺跡の一つであり、その遺跡群を代表する巨大な寺院である。建設時はヒンドゥー教寺院として作られたが16世紀後半に仏教寺院に改修され、現在も上座部仏教寺院となっている。
クメール語でアンコールは王都、ワットは寺院を意味するため、アンコール・ワットは「国都寺院」という意味となる。大伽藍と美しい彫刻を特徴としクメール建築の傑作とされ、カンボジア国旗の中央にも同国の象徴として描かれている。

## 歴史

### 建造から14世紀まで
9世紀初頭に成立したクメール帝国（アンコール朝）は、アンコール周辺に都城を建設して王都としていた。
しかし、12世紀前半に即位したスーリヤヴァルマン2世はそれまでの都城に代わり、隣接地に新王宮を建設し、その南隣に国家鎮護のための新しいヒンドゥー教寺院を建設した。これがアンコール・ワットである。これまでアンコール朝で主流だったシヴァ派に代わり、この寺院はスーリヤヴァルマン2世の篤く信仰するヴィシュヌ派の寺院として創設された。
アンコール・ワットはスーリヤヴァルマン2世の在位中、30年を超える歳月を費やし建設されたものの、一部は未完成のままとなった。
13世紀後半のジャヤーヴァルマン8世の時代には改修が行われ、西からの参道が建設された。1296年から1297年にかけてアンコールを訪れた元の周達観は、真臘風土記の中で「魯般の墓」としてアンコールワットのことを書き記している。

### 15～18世紀まで
1431年頃にアンコールが放棄されスレイ・サントーに王都が遷ると、一時は忘れ去られるが16世紀半ばに再発見され、アンチェン1世は1546年から1564年の間に未完成であった第一回廊北面とその付近に彫刻を施した。孫のソター王は仏教寺院へと改修し、本堂に安置されていたヴィシュヌ神を四体の仏像に置き換えたという（再発見と言う意味でフランス語でもう一度という意味のencore（アンコール）と由来を説明されることもあるが、誤りであり言語的な関連もまったくない。）。
1586年、ポルトガル人のアントニオ・ダ・マダレーナが西欧人として初めて参拝し、伽藍に対する賛辞を残している。17世紀前半には朱印船貿易を通じて日本人にアンコール・ワットの存在が知られるようになったが、当時の日本人はこの寺院を祇園精舎と誤って認識していた。しかし、通航の増大により、日本から巡礼客が訪れるようになり、これは1635年の海外渡航禁止まで続いた。
当時の日本人参拝客の墨書はアンコール・ワットの各所に残されているが、なかでも1632年（寛永9年）、日本人の森本右近太夫一房が参拝した際に壁面へ残した「御堂を志し数千里の海上を渡り」「ここに仏四体を奉るものなり」という墨書は広く知られている。また、この時日本人巡礼客によってアンコールワットの実測図が作成されており、『祇園精舎図』として水戸徳川家に所蔵され、現在でも水戸市の徳川ミュージアムに所蔵されている。この図の作成者は長崎の通詞・島野兼了とされてきたが、彼は実在しない人物であり、近年の調査で上記の森本一房によって作成されたとの説が有力となっている。
その後、18世紀末にはアンコール・ワットを含むシェムリアップ州はシャムに割譲された。しかし、カンボジアにおいてアンコール・ワットは聖性を保ち続けており、口承や年代記でも語り継がれるなど、存在が忘れられていたわけでは全くなかった。

### 19世紀

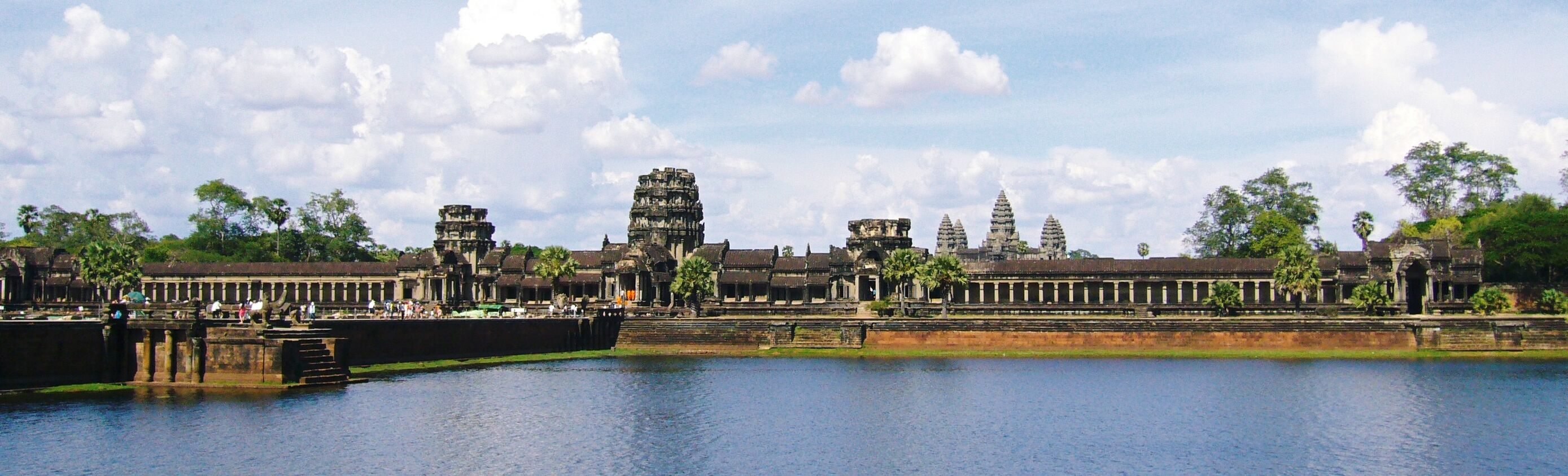
アンコールワット

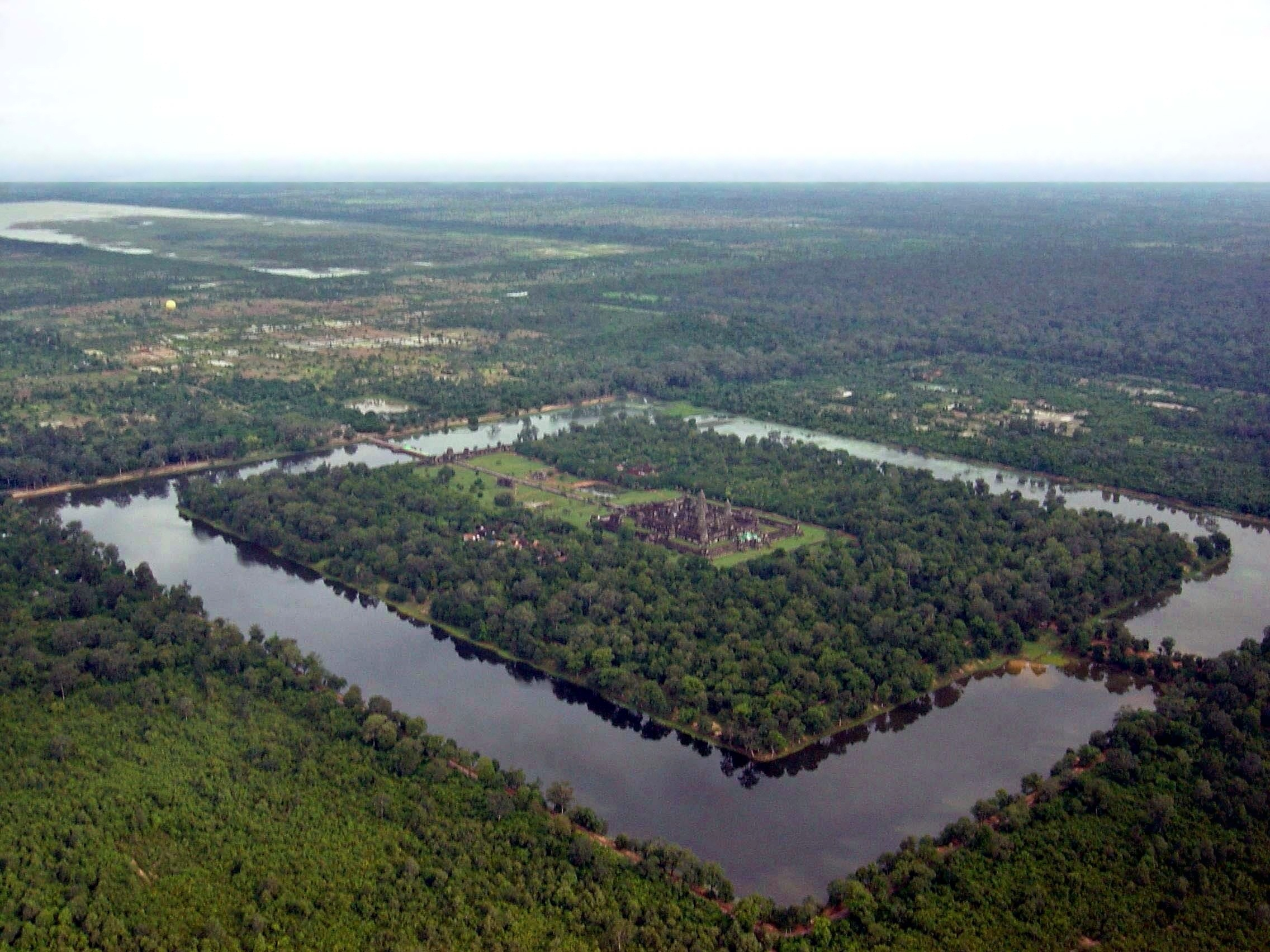
上空から

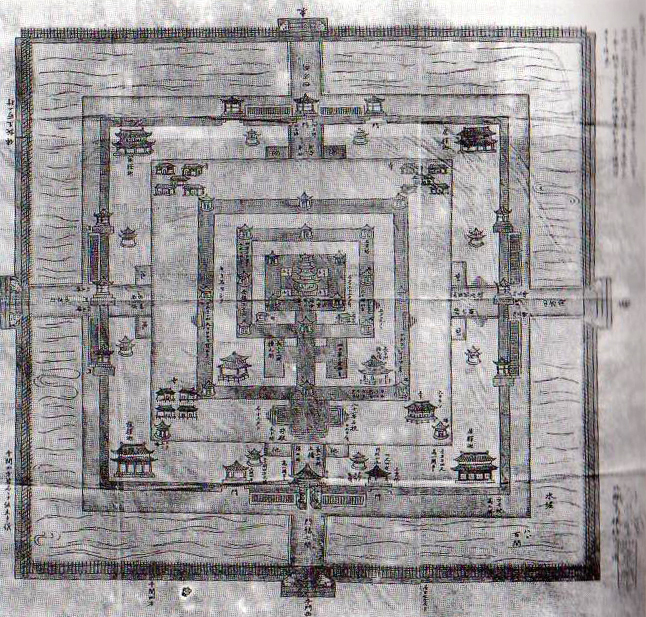
『祇園精舎図』。日本人巡礼客の島野兼了、あるいは森本一房によって17世紀前半に作られたアンコールワットの実測図

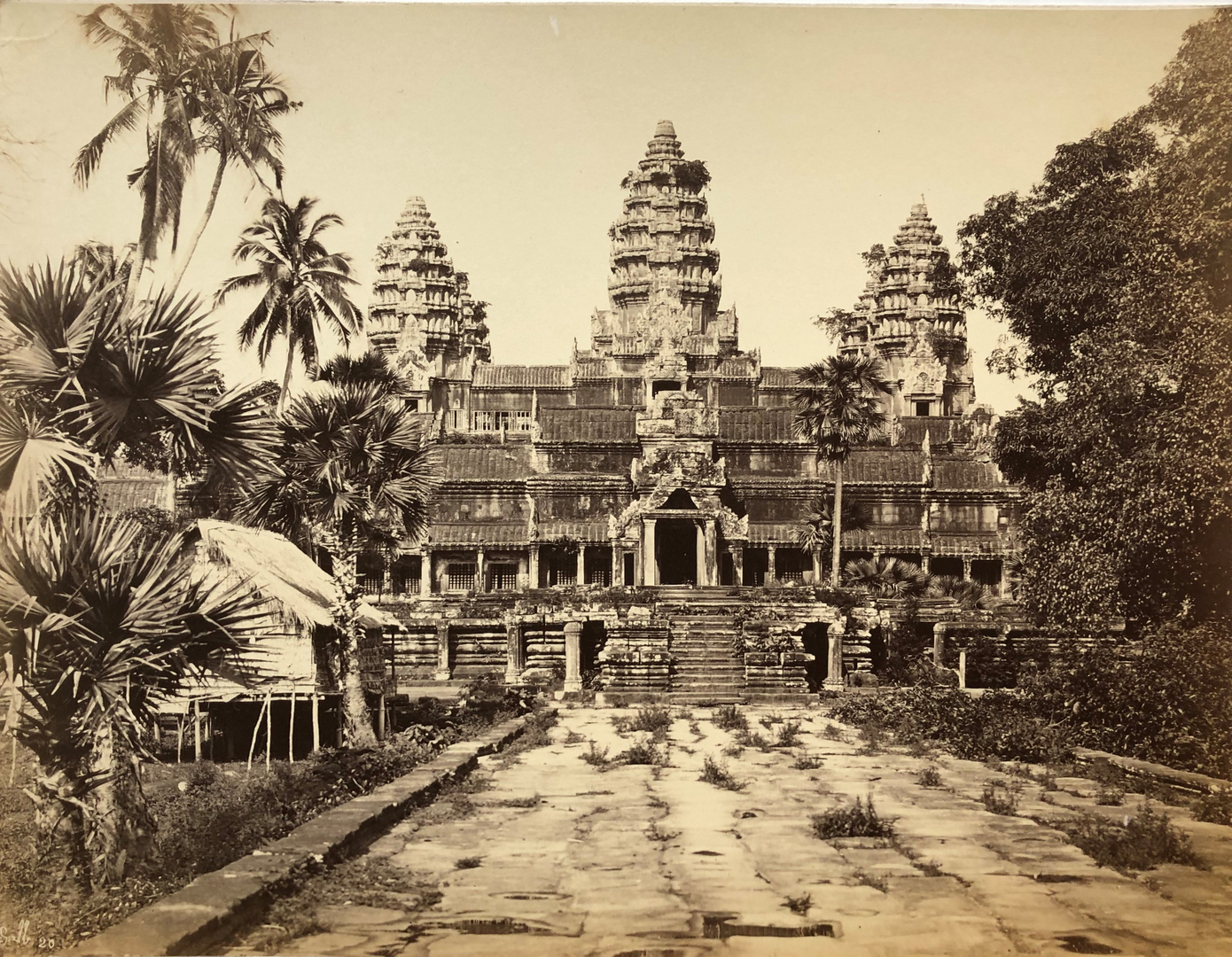
中央祠堂（1866年撮影）

1850年、フランス人のシャルル・ブイユヴォー（Charles-Émile Bouillevaux）神父がアンコールワットを訪れており、これがポルトガル人以外の西欧人で初のアンコールワット訪問となった。
しかし、本格的に西欧にアンコールワットが知られるようになったのは、1860年にフランス人のアンリ・ムーオが地元民の案内により寺院を訪れてからである。ムーオは翌年に死去するが、彼の紀行文が1863年に雑誌に掲載され、これによって西欧と世界に広くこの寺院のことが知られることとなった。ムーオがこの遺跡の発見者、または再発見者として紹介される ことは多く、また実際に彼の紹介によって諸世界に知られるようになったものの、上記のようにカンボジアでは全く忘れられておらず、また西欧人ですら彼より10年も早くブイユヴォー神父が訪れているため、これは誤りである。
また、アンコール・ワットそのものは寺院として地元の信仰を未だ集め続けていたため、建物の損傷はアンコールの他の遺跡と比べるとわずかなものとなっていた。
1863年にカンボジアがフランスに保護国化されると、アンコールワットに対するフランスの調査が散発的に行われるようになった。ルイ・ドラポルト（Louis Delaporte）などがこの時期に調査を行い、また1878年にはパリ万国博覧会でアンコール・ワットをかたどったインドシナ館が建てられる などしたものの、この時期はカンボジア理解の一環としての研究にとどまっていた。

### 20世紀以降
アンコール・ワット研究が本格化するのは、1907年にシャムからアンコールを含むシェムリアップ州の割譲を受け、アンコールがフランス領となってからである。同年にはサイゴンにあったフランス極東学院がアンコール遺跡保存事務所を設置し、以後1970年代にいたるまで寺院の保存修復を行った。
1908年には初代アンコール遺跡保存官としてジャン・コマイユ（Jean Commaille）が赴任し、遺跡内の寺院を移転させ、土砂や樹木の除去を行い、また観光用に遺跡までの道路を建設した。1909年には当時のシソワット1世王がアンコール・ワットに巡幸を行い、以後カンボジア王家とアンコール遺跡との関係はより強まった。
また翌年、寺院内に居住していた仏教の僧侶たちを退去させ、生きた寺院としての役割は弱まり、遺跡としての保護が前面に押し出されるようになった。1913年には建築学者の伊東忠太が水戸徳川家所蔵の『祇園精舎図』を調査し、これがアンコール・ワットの実測図であることを明らかにしている。
太平洋戦争下の1942年から1943年にかけて、日本の真宗大谷派が派遣した東本願寺南方美術調査隊が現地を訪れ、写真などを残している。
1953年にカンボジアが独立したのち、アンコール・ワットはノロドム・シハヌーク政権によってナショナリズムと強く結びつくようになった。1959年にはベルナール・フィリップ・グロリエ（Bernard-Philippe Groslier）がアンコール遺跡保存官に就任し、西参道の修復などを行った。1972年、カンボジア内戦によってグロリエと極東学院はカンボジアを離れ、1975年には民主カンプチア（ポル・ポト政権）の支配下に入った。この時に多くの奉納仏はクメール・ルージュによってイコノクラスムの対象となり、敷石にされたという。
1979年にクメール・ルージュが政権を追われると、アンコールワットをシンボルにもしている彼らはこの地に落ち延びて本拠地にした。アンコール・ワットは純粋に宗教施設でありながら、その造りは城郭と言ってよく、陣地を置くには最適だった。周囲を堀と城壁に囲まれ、中央には楼閣があって周りを見下ろすことが出来る。また、カンボジアにとって最大の文化遺産であるから、攻める側も重火器を使用するのはためらわれた。当時置かれた砲台の跡が最近まで確認できた（現在は修復されている）。だがこれが、遺跡自身には災いして祠堂の各所に置かれた仏像がさらなる破壊を受けた。内戦で受けた弾痕も、修復されつつあるが一部にはまだ残っている。

カンボジア国旗

内戦が収まりつつある1992年にはアンコール遺跡として世界遺産に登録されたが、この時遺跡の保護機関の設立が条件とされ、1995年にはアプサラ機構（アンコール地域遺跡保護管理機構）が設立されてアンコールワットを含む遺跡全体の保護を行うこととなった。また他国からの修復チームも活動を行えるようになり、日本のJSA（Japanese Government Team for Safeguarding Angkor、日本国政府アンコール遺跡救済チーム）や、インド、ドイツ、イタリアから派遣されたチームがアンコールワットの修復を行っている。
今はカンボジアの安定に伴い、各国が協力して修復を行っており、周辺に遺された地雷の撤去も進んでいる。世界各国から参拝客と観光客を多く集め、また仏教僧侶が祈りを捧げている。参道の石組みの修復は日本人の石工が指導しており、その様子はNHK『プロジェクトX』で取り上げられた。

## 伽藍

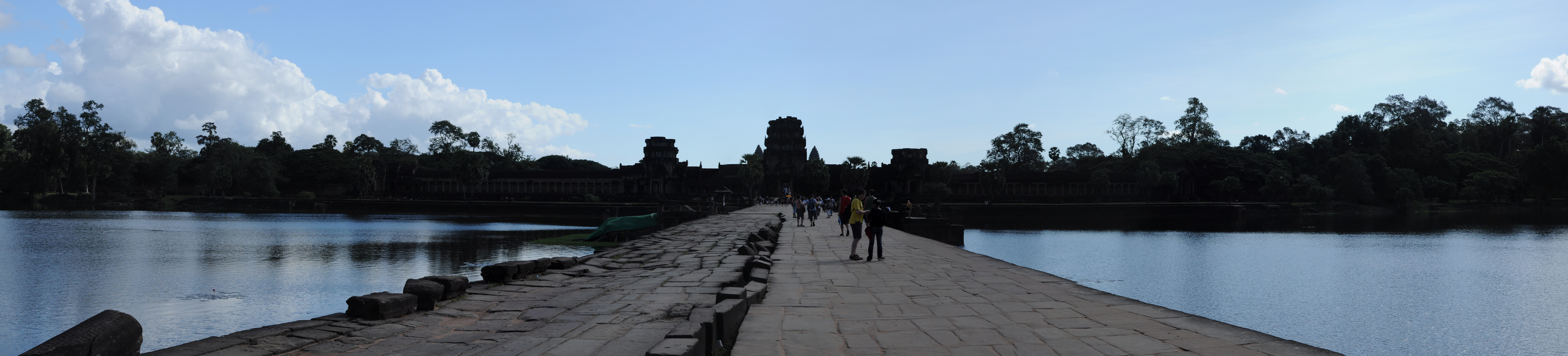
西参道東側陸橋（2009年）
左右（南北）中央で分かれるが、南側半分は1960年代フランスにより修理され、北側は（1952年に50m余崩壊しフランスが緊急修理した後）1996-2007年に上智大学協力のもとカンボジアにより修復されたもの

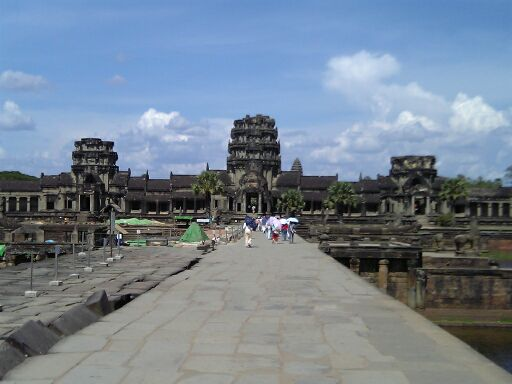
環濠を渡る陸橋と西大門

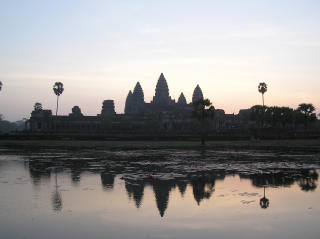
聖池の水面に映る堂宇

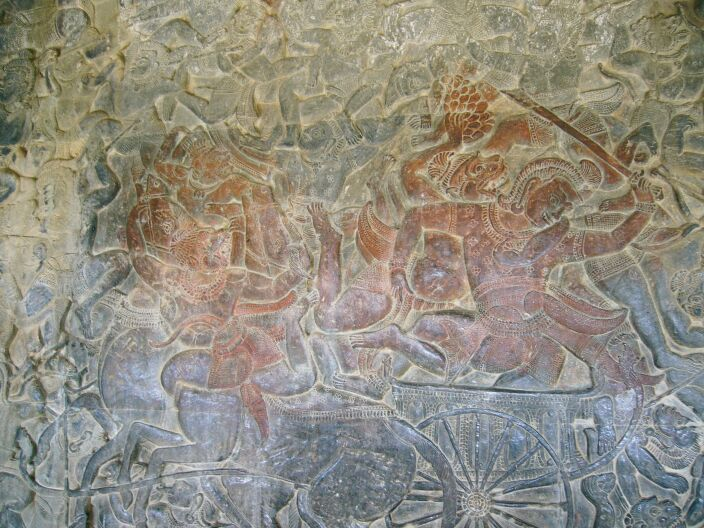
第一回廊西面の彫刻

主に砂岩とラテライトで築かれ、西を正門とする。寺院は付近の製鉄技術を活用している。境内は外周、東西1,500メートル、南北1,300メートル、幅190メートルの濠で囲まれている。神聖な場所を飾るため、回廊は精緻な薄浮き彫りで埋め尽くされている。
西からの参道は540メートルにおよび、砂岩のブロックが敷かれた延長239メートル、幅12メートル、高さ4メートルの土手道で環濠を渡って進む。
上智大学石澤良昭教授のチームは西参道における保存修復事業をODAとして採択するに至り、第一工区の保存修復工事（1996-2007年）を完成させた。1996年現地に海外校舎のアジア人材養成研究センターを設置し、遺跡の保全の人材養成を行っている。
この砂岩が敷かれた陸橋はかつて乳海攪拌の様子を描いた蛇神ナーガの欄干で縁取られていたというが、今は堀に落ちており見られない。中程には石段の船津が備えられている。土手道を渡り終えると周壁と西大門へ至る。周壁は東西1,030メートル、南北840メートルでラテライトにより築かれている。

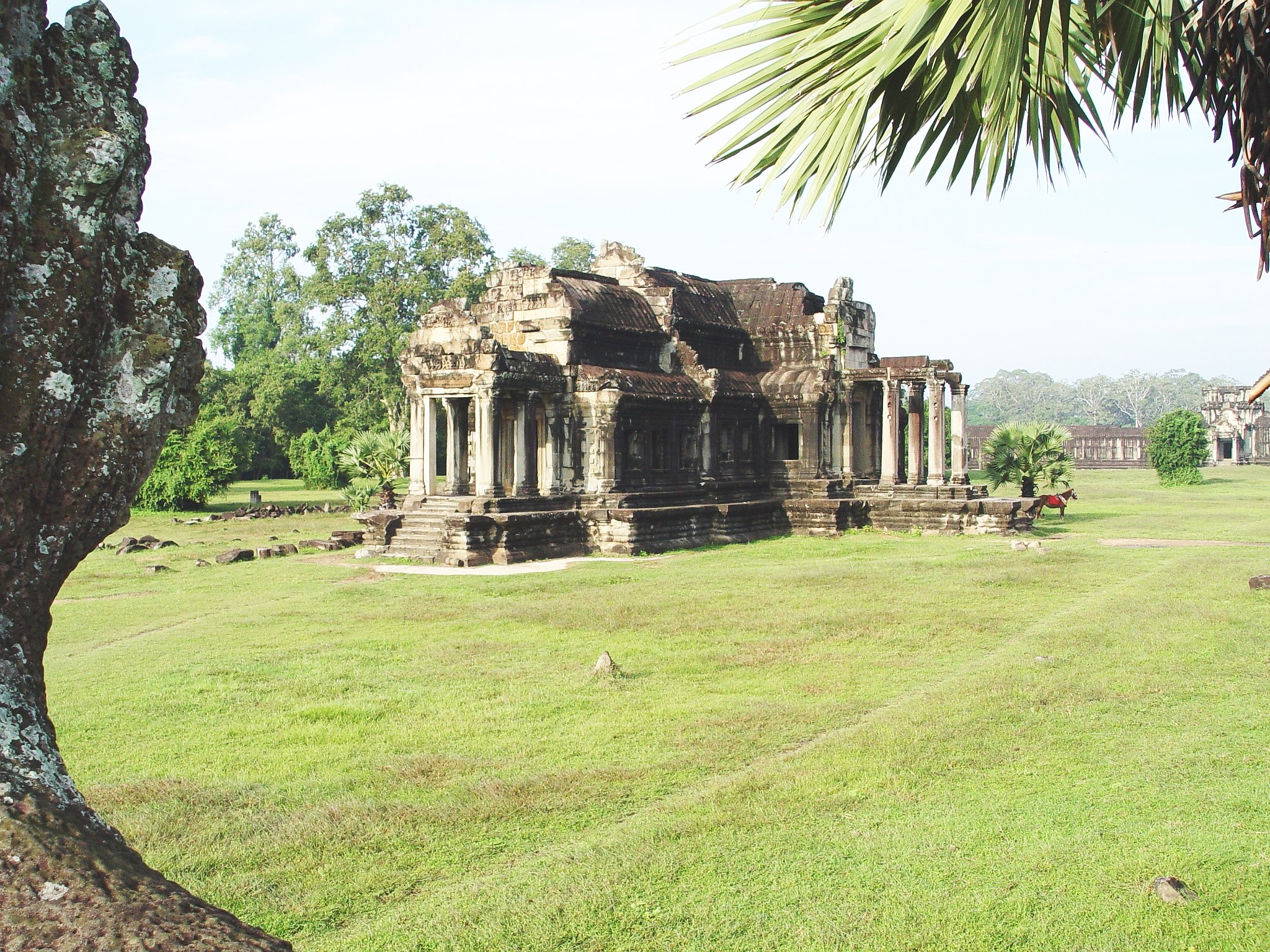
前庭南経蔵

西大門は南北230メートルほどで、三塔を戴き、中央に王の門と左右に2つの門が開く。さらに南北には階段がなく、ゾウが通れる象門を2つ備える。王の門の左右は7つの頭を持つ蛇神ナーガが護っており、付近の堀は石段の船津を備え、ラテライトの壁で護られている。
西大門を抜けると、大蛇の欄干に縁取られた参道を通り前庭を進む。
前庭は南北にそれぞれ経蔵と聖池があり、参道から外れると聖池はその水面に堂宇を映し出す。また北には、今もここで仏に祈りを捧げる僧侶らのために、僧坊が近年になって建てられた。
前庭を越えると三重の回廊に囲まれ5つの祠堂がそびえる。

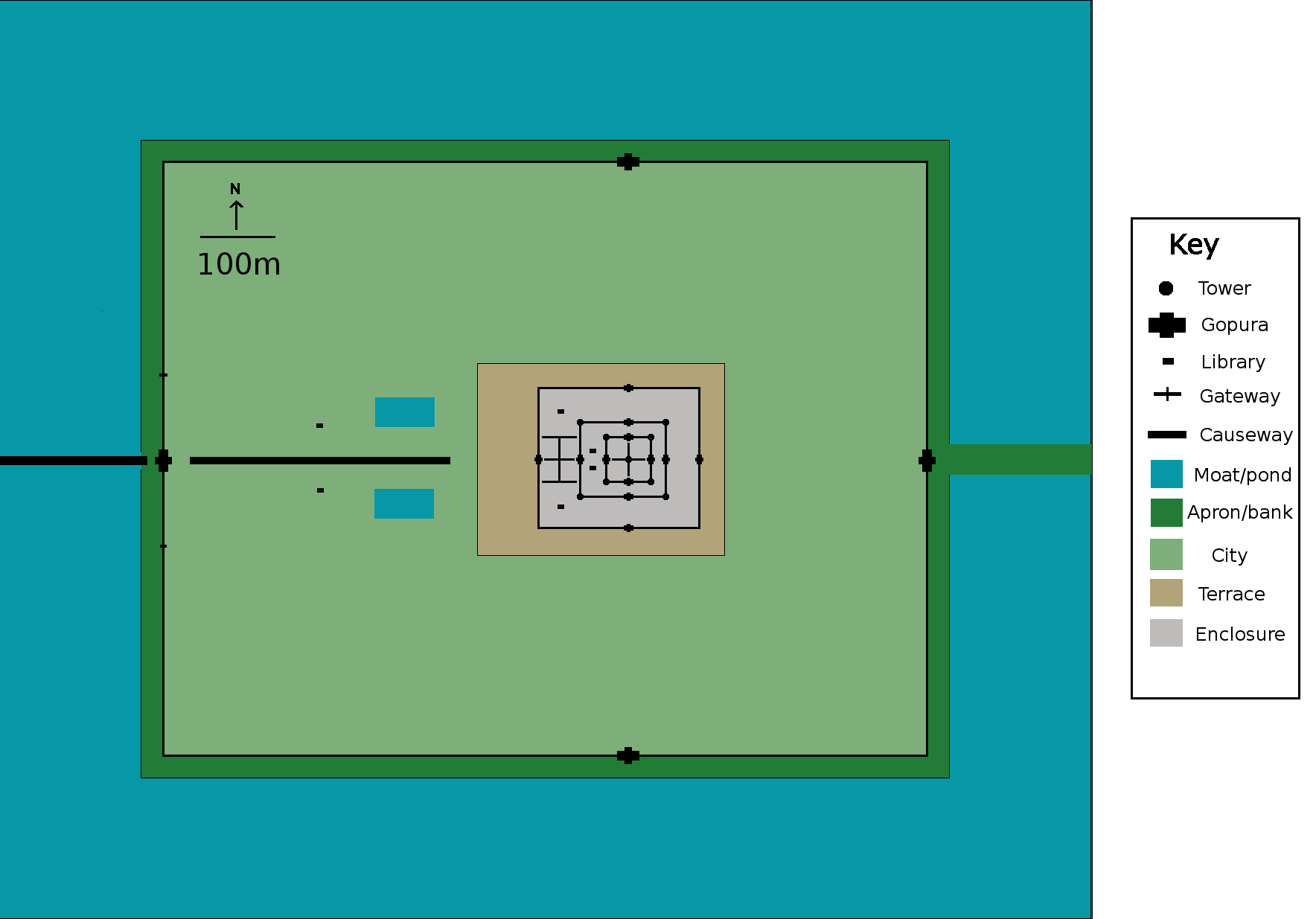
平面図

第一回廊は東西200メートル、南北180メートルで、多くの彫刻が施されている。
西面南には、インドの叙事詩である『マハーバーラタ』の場面があり、左から攻めるパーンダヴァ族と右から攻めるカウラヴァ族の軍が細かく描かれている。西面北には、『ラーマーヤナ』の説話が幾つかあり、特にラーマ王子と猿がランカー島で魔王ラーヴァナと戦う場面が大きい。ここの王子の顔は建立者のスーリヤヴァルマン2世を模しているという。南面西は「歴史回廊」と呼ばれ、行幸するスーリヤヴァルマン2世とそれに従う王師、大臣、将軍、兵士などが彫られている。南面東は「天国と地獄」と呼ばれ、上段に天国へ昇った人々、中段に閻魔大王らとその裁きを待つ人々、下段に地獄へ落ちた人々が彫られている。地獄では痛々しい刑が行われており、また下段から中段に逃れようとする罪人も見られる。東面南は乳海攪拌の様子が彫られ、神々と阿修羅らが大蛇ヴァースキを引き合ってマンダラ山を回し、海を混ぜている。東面北と北面は後の16世紀頃にアンチェン1世が彫らせたと考えられており、他とは彫刻の質が異なっている。ヴィシュヌ神の化身クリシュナが怪物バーナと戦う場面が描かれている。

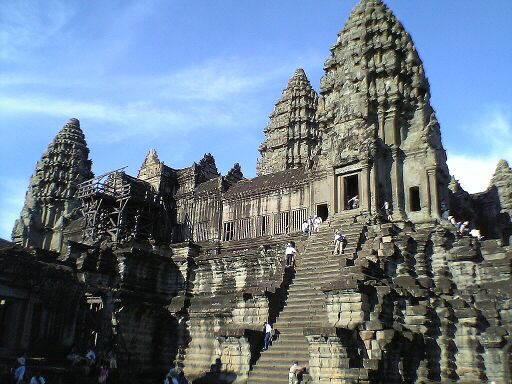
第三回廊と祠堂

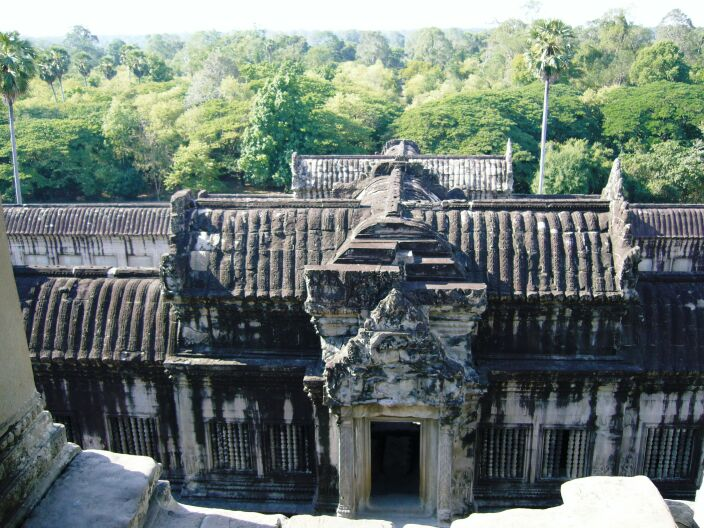
第二回廊

第一回廊と第二回廊の間はプリヤ・ポアン（千体仏の回廊）と呼ばれ、南北に経蔵が建ち、十字回廊で繋がっている。プリヤ・ポアンには、信者から寄進された多くの仏像が供えられていたが、クメール・ルージュにより破壊され、残された仏像も今はほぼ撤去されている。十字回廊は4つの中庭を囲んでおり、かつて中庭は雨水を湛え、参拝者はそこで身を清めたという。西にはよく知られた森本右近太夫一房の墨書が見られるが、クメール・ルージュの統治期に墨で塗り潰されたため現在では判読が難しくなっている。なお、森本一房の墨書はこれだけではなく、さらに判読しづらいものの北西にもう一つ存在する。

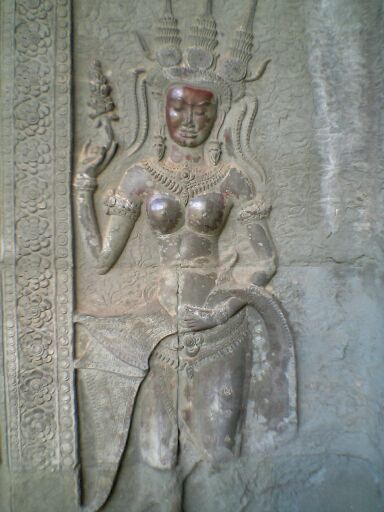
第三回廊の女神

第二回廊は東西115メートル、南北100メートルで、17段の石段を登り入る。彫刻などは無く何体かの仏像が祀られている。そこを抜けると石畳の中庭に入り、第三回廊と祠堂を見上げることとなる。
第三回廊は一辺60メートルで 第二回廊より13メートル高く、急勾配の石段を登って入る。四隅と中央には須弥山を模した祠堂がそびえ、本堂となる中央の祠堂は65メートルの高さを持つ。かつて本堂にはヴィシュヌ神が祀られていたというが、今は壁の中に埋められ、代わって四体の仏像が祀られている。第三回廊に囲まれた4つの中庭は、かつては雨水を湛えていたというが、今は涸れている。壁面には王宮の舞姫を模したという多くの女神が彫られ、参拝者の触れた痕が見られる。連子窓から外を見ると、周囲の伽藍とカンボジアの森林が一望できる。

## 観光

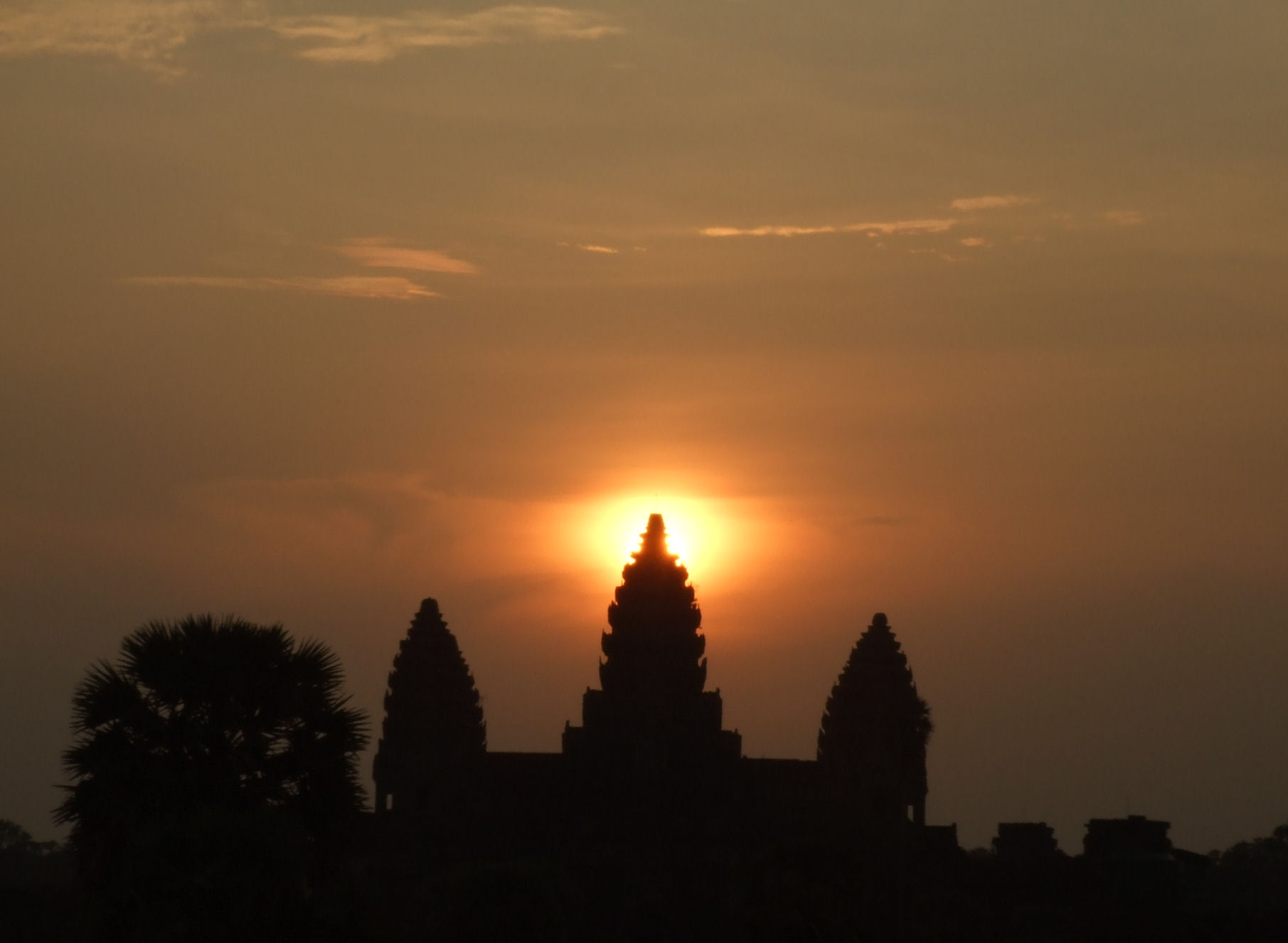
アンコールワットの日の出

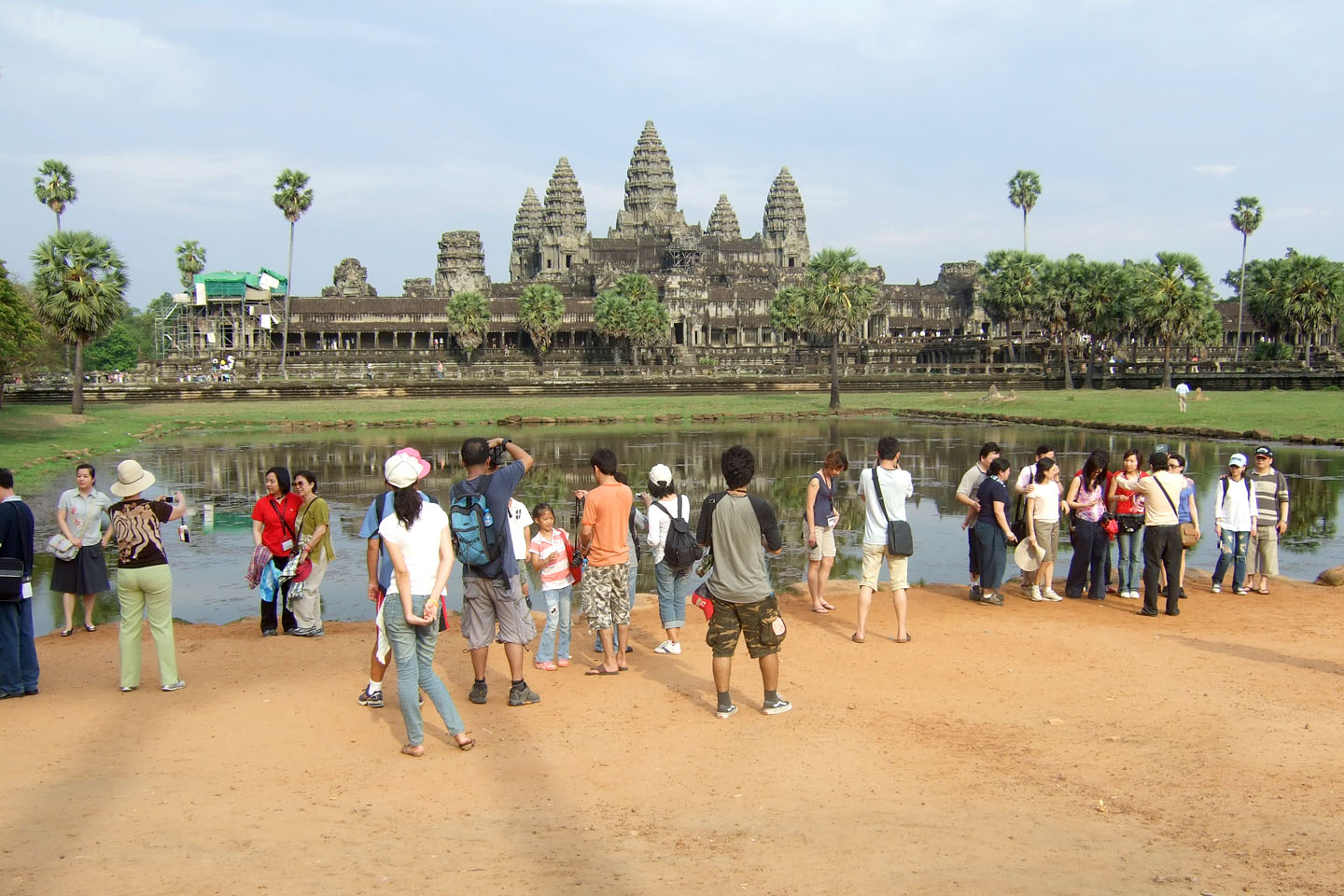
午後の聖池と堂宇

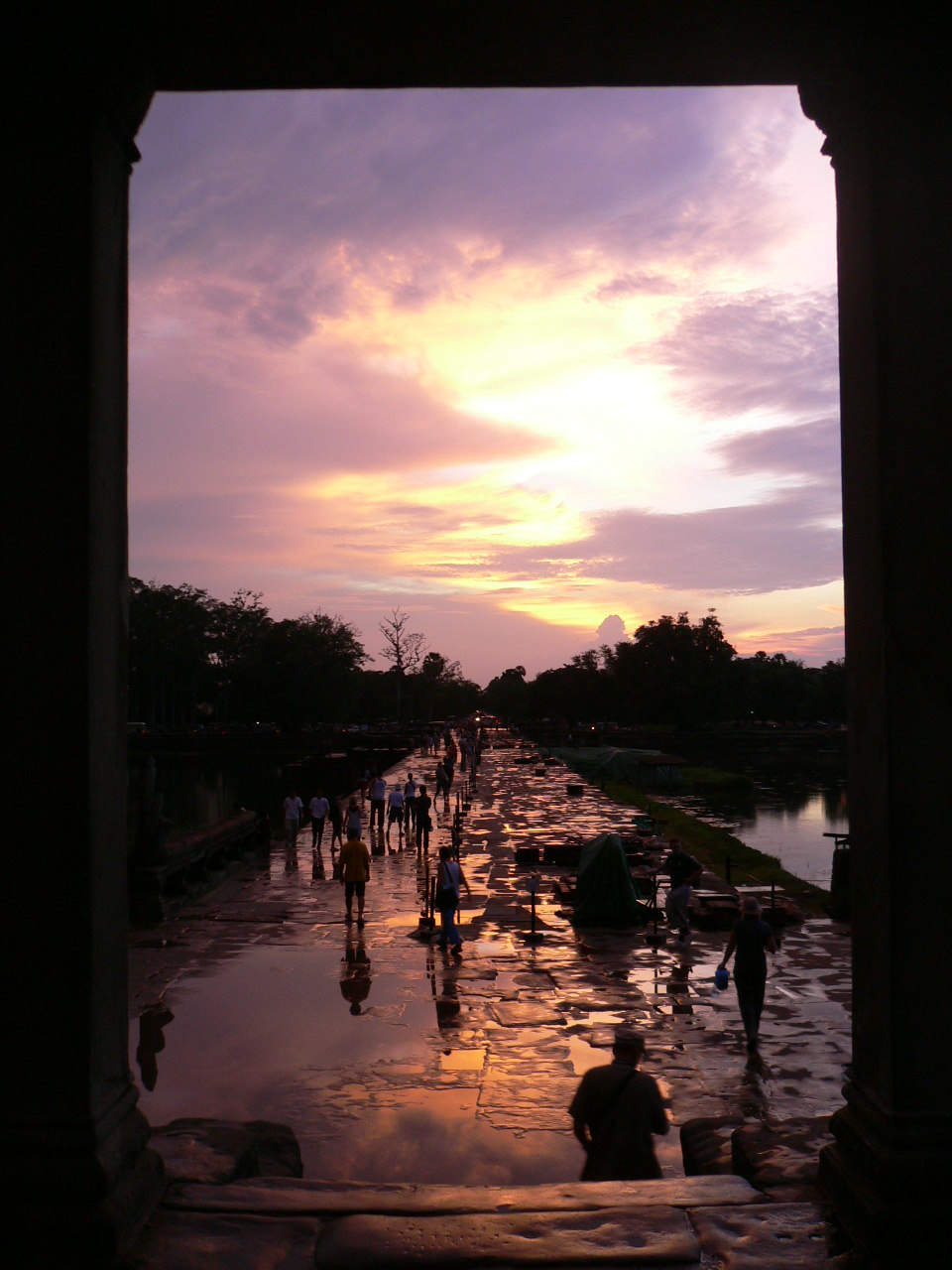
夕焼けも美しい

アンコールワットはカンボジア最大の観光地であり、世界中から観光客が訪れる。カンボジアの観光業においてアンコールワットの占める割合や地位は圧倒的であり、同国の観光業を牽引する存在となっている。1993年に年間7600人ほどだった観光客数は、2006年には約100万人に達し、以後も増加傾向にある。2012年には観光客数は200万人を突破した。その後も観光客数の急増は続いたものの、2010年代後半には徐々に増加率が鈍化するようになった。
観光客からの評価も高く、2015年にはトリップアドバイザーの「旅行者の選ぶランドマークランキング」で1位となった。一方で観光客数の増加に伴い、遺跡の破壊や周囲の環境の変化も懸念されている。またカンボジアの観光業はアンコールワットの一極集中となっているため、それ以外の観光地の開発が急務となっている。
アンコールワットへと向かう海外観光客は、主に空港から入国するほか、タイのバンコクからの直通国際バスで入国する者も存在する。
アンコールワットはシェムリアップの中心部から北に6.5kmほど離れている。入場チケットはアンコール・ワットでは発売しておらず、市街地とアンコール・ワットの間にあるチケットセンターで予め手に入れておく必要がある。チケットはアンコール遺跡群に何回でも入場できるパス形式となり、別人に譲渡できないように顔写真がパスに印刷される。アンコール遺跡群の入り口にパスの確認所があり、各遺跡の入り口にもかなりマイナーな遺跡にまで係員が配置されパスを確認している。チケット価格は2017年に大きく値上げされ、1日券が37USD、1週間のうちの3日有効券が62USD、1ヶ月のうちの7日有効券が72USDとなっている。チケットセンターの営業時間は5:00から17:30までであるが、17:00以降は翌日券を扱っている。
シェムリアップには全く市内公共交通機関がなく、アンコール遺跡全体が広い範囲に点在していることもあって、タクシー、トゥクトゥク、バイクタクシーなどをチャーターするか、レンタサイクル、レンタル電動スクーターを利用するのが一般的である。レンタル電動スクーターは無充電の場合は30キロ余りの走行距離であるため、各地にある充電ポイントを使用するなどの対策が必要なほか、自転車も含めて雨季の使用の際は日に数度あるスコールの際に早めに屋根のある場所に退避するなどの対策が必要となる。また、アンコールワット周辺ではゾウ乗り体験ツアーが行われており、人気を集めていたが、2016年にツアー中のゾウが熱中症で死亡する事故が発生し、これをきっかけに動物愛護活動家からの批判が強まったことで、2020年初めに廃止されることが決定した。
この寺は西を正面としており、午前に写真を撮ると逆光になるため、午後の観光が好まれるが、そのため午後は観光客が非常に多くなる。日の出が美しく、早朝に訪れる人も多い。正面からは年2度中央の祠堂からの日の出を見ることができる。
第三回廊への13メートルの石段は極めて急である。あまりに急なため登ることを諦め、ただ第三回廊を見上げ続ける人々も以前は多かった。第三回廊は修復工事のため2007年10月1日から立ち入りが禁止されていたが、2010年1月15日より拝観を再開した。現在、登ることが許可されているのは、東側の階段に新設された比較的安全な木製の階段一か所のみである。なお入場時間は5:00から17:30までであるが、6:00までは第一回廊よりも内部に入れず、第三回廊に登れるのは6:40から17:00となっている。午後は観光客が増えるため入場待ちに長時間かかることが常態化しており、特に休日や乾季はかなりの待ち時間が発生する。また、第三回廊内には約100名の定員があり、1人あたり15分間の滞在時間制限がある。第3回廊内は服装制限があり、露出の多い服では入場できない。また子供と妊婦は入場できない。さらに、月に4回ほどある「仏教の日」も、第3回廊内に観光客の立ち入りができなくなる。

## 現代文化とアンコール・ワット
アンコール・ワットは現代のカンボジアにとって文化の象徴となっており、同国内のさまざまな分野で描かれている。1863年にフランス保護領となって以降、1992年から1993年のUNTAC統治下を除くすべてのカンボジア国旗にアンコール・ワットは描かれているが、デザインはいずれも異なったものとなっている。また、アンコールワットはカンボジアのナショナリズムとも深く結びついており、2003年にはカンボジアで「タイの女優が『アンコールワットはタイのもの』とテレビ番組で発言した」との噂（実際にはそうした発言は行われていなかった）をきっかけに反タイ感情が燃え上がり、タイ大使館焼き討ち事件が勃発した。
カンボジア内戦前の1960年にはドラマ快傑ハリマオが日本のテレビ史上初の海外ロケを行っており、貴重な映像記録となっている。また、カンボジア内戦下の1973年に、クメール・ルージュ占領下のアンコールの撮影を試み、犠牲となった戦場カメラマン・ジャーナリスト一ノ瀬泰造 の書簡集が「地雷を踏んだらサヨウナラ」との題名で出版され、1999年には映画化された。

フランス保護領カンボジア時代の国旗（1863年 - 1942年、1945年 - 1948年）
カンボジア王国国旗（1948年 - 1970年、1975年 - 1976年、1993年-現在）
クメール共和国国旗（1970年 - 1975年）
民主カンプチア国旗（1976年 - 1979年）
カンプチア人民共和国国旗（1979年 - 1989年）
カンボジア国国旗（1989年 - 1991年）